# San Mamés de Campos
San Mamés de Campos è un comune spagnolo di 69 abitanti situato nella comunità autonoma di Castiglia e León, comarca di Tierra de Campos.